# Salem (Nuevo México)
Salem es un lugar designado por el censo ubicado en el condado de Doña Ana en el estado estadounidense de Nuevo México. En el Censo de 2010 tenía una población de 942 habitantes y una densidad poblacional de 303,09 personas por km².

## Geografía
Salem se encuentra ubicado en las coordenadas 32°42′44″N 107°12′16″O / 32.71222, -107.20444. Según la Oficina del Censo de los Estados Unidos, Salem tiene una superficie total de 3.11 km², de la cual 3.11 km² corresponden a tierra firme y (0%) 0 km² es agua.

## Demografía
Según el censo de 2010, había 942 personas residiendo en Salem. La densidad de población era de 303,09 hab./km². De los 942 habitantes, Salem estaba compuesto por el 72.51% blancos, el 0% eran afroamericanos, el 0.64% eran amerindios, el 0.53% eran asiáticos, el 0% eran isleños del Pacífico, el 24.2% eran de otras razas y el 2.12% pertenecían a dos o más razas. Del total de la población el 96.92% eran hispanos o latinos de cualquier raza.